# ويليام دويل (مؤرخ)
ويليام دويل (بالإنجليزية: William Doyle)‏ هو مؤرخ بريطاني، ولد في 1942.